# الكسندر أنيمالو
الكسندر أنيمالو (بالإنجليزية: Alexander Animalu)‏ مواليد 28 أغسطس 1938 في نيجيريا وهو أستاذ فخري للفيزياء في جامعة نيجيريا، نسوكا.
وهو حاصل على البكالوريوس من (لندن)، الماجستير من (جامعة كيمبردج) والدكتوراة من(إبادان)

## السيرة الشخصية
ولد في 28 أغسطس 1938، الطفل الخامس لمايكل أنيمالو وجوزفين نكانوا.

## الحياة العملية
بين يناير 1966 وديسمبر 1967 كان أنيمالو باحث مشارك في قسم الفيزياء التطبيقية بجامعة ستانفورد وبين يناير 1968 وأغسطس 1968 كان من العلماء الزائرين في قسم الفيزياء في جامعة كارولينا الشمالية في تشابل هيل.